# حميدو (مغني)
حميدو وإسمه الحقيقي أحمد تكجوت  فنان وكوميدي ومنشط تلفزيوني ومغني جزائري من مواليد 1966م بالعاصمة أدى العديد من الطبوع الجزائرية مثل الحوزي الأندلسي والقبائلي والشعبي ويعد أول جزائري غنى الراب عربيا وبالعربي في الثمانينيات تحديدا في 1985

## مشواره
بدأ حميدو في جمعية الطرب الأندلسي الفخارجية ثم إنتقل لجمعية الفن والأدب   وكان إنتاجه الفني غزيرا جدا ومتنوع الطبوع من أندلسي وشعبي وراب والقبائلي .

### السنيما
أدى دور في فيلم المسافر والطريق من إخراج رابح بوراس

### الغناء
- سروال لوبيا [6]
- ثامغرا خلوجا [7]
- خرجة في الليل 1985

#### حميدو مع فرقة نوماد
- ياكاليلو (yakalelo) [8]
- و Selibabi [9]

## ألبومات
أندلسي
1. مين حبي هاد الغزالة -- 2:17
2. توشييت صيكة -- 2:79
3. قبلت يديه -- 2:70
4. يا بديع الحسن -- 2:22
5. سلطان الملاح -- 1:78
6. يا لون العسل -- 1:07
7. يا ناكر الإحسان -- 1:51
8. لبنات -- 1:70

سي لافيت
1. أهية جات لعروسة -- 2:54
2. دورو لالة لعروسة -- 2:16
3. تقديم الهنى -- 3:60
4. لحباب عملوا لويلة -- 1:56
5. عزيز علية -- 2:11
6. الورقة المسكينة -- 3:66
7. عليك الهنى أو الضمان -- 2:90
8. سولينزارا -- 2:35
9. أهلن وسهلن -- 2:92
10. يا عشاق الزين -- 2:29
11. اللي مكتوبة ليا -- 2:11
12. مزالني معاك نقاسي -- 2:53
13. لالة زهيرو -- 2:82

## وصلات خارجية
- حميدو